# Mark Rothko
Mark Rothko (25. září 1903 v Daugavpilsu – 25. února 1970 v New Yorku) byl americký malíř lotyšského původu. Narodil se v dnešním Lotyšsku v židovské rodině jako Marcus Rothkowitz. Jeho malby jsou převážně abstraktní, Rothko byl průkopník tzv. malířství barevných ploch. Je jedním z představitelů abstraktního expresionismu.

## Život
Dnešní Daugavpils se v době Rothkova narození jmenoval Dvinsk a byl součástí Ruského impéria. Marcus byl nejmladším ze čtyř dětí židovského lékárníka Jacoba Rothkowitze a jeho ženy Anny Goldin. Byl vychováván v prostředí ortodoxního židovství, chodil do školy, kde se vyučovalo hebrejsky. V důsledku sílících antisemitských nálad ve městě otec v roce 1910 emigroval do Portlandu v USA, kam se za ním o tři roky později přestěhovala celá rodina.

V roce 1914 však Jacob Rothkowitz zemřel na rakovinu páteře a Marcus přispíval do rodinného rozpočtu jako kamelot. Roku 1921 začal Rothko studovat na Yaleově univerzitě v New Havenu. Po dvou letech však studia bez diplomu ukončil a odešel do New Yorku. 

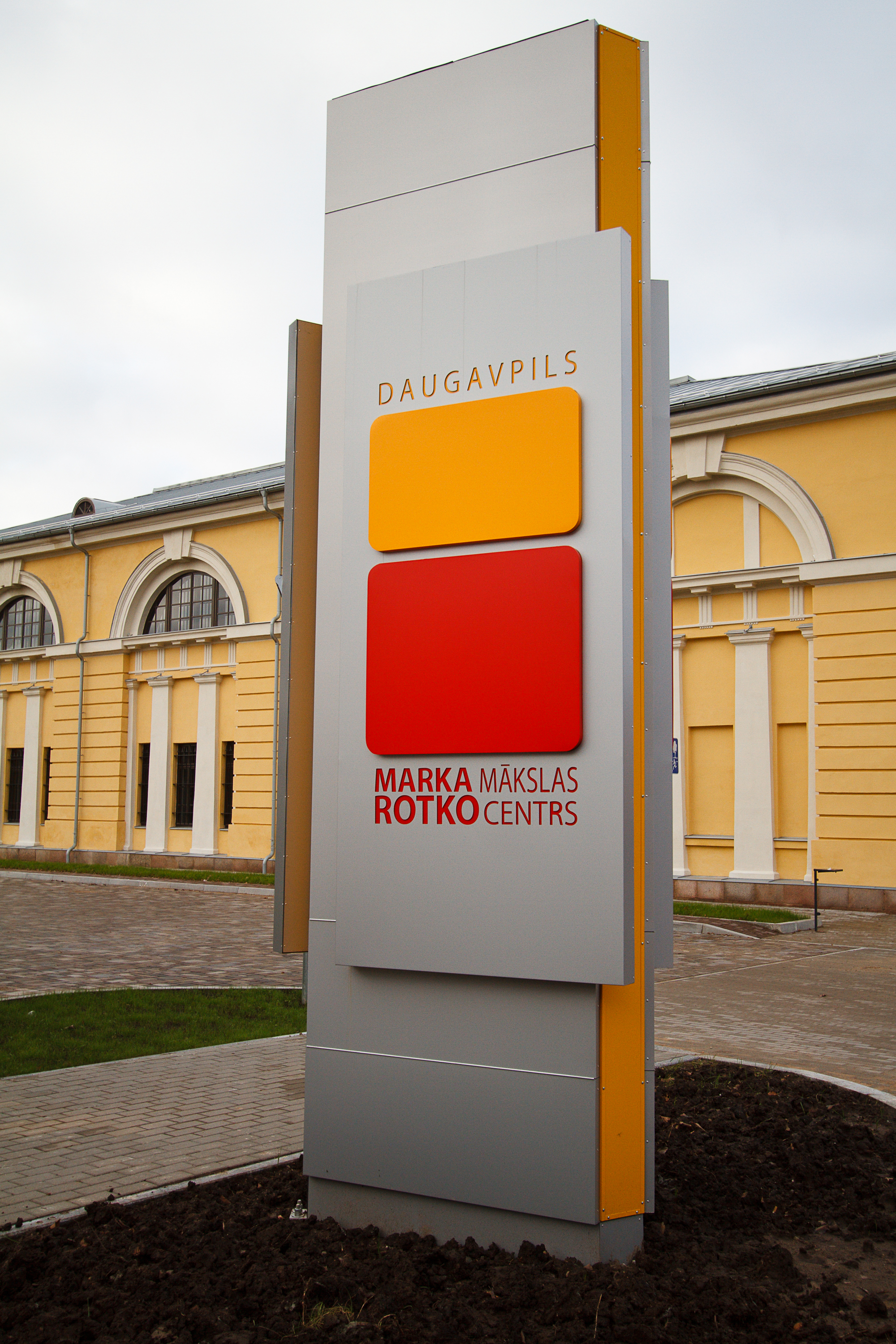
Poutač před Rothkovým centrem v Daugavpilsu

 Zde se začal na Art Students League of New York věnovat studiu kreslení podle modelu, navštěvoval však také kurzy anatomie a divadelní vědy. Jeho učitelem byl malíř Max Weber, Rothkovy malby z té doby mají proto reálný základ a expresivní vyznění. Rothko považoval dětskou malbu za spontánní výraz lidské psychiky. Prostřednictvím kurzů kreslení a modelování v Brooklynském židovském centru, které vedl od roku 1929 dvakrát týdně po dalších 24 let, udržoval s dětmi a mladými lidmi stálý kontakt. Roku 1932 se blízce spřátelil s malíři Miltonem Averym a Adolphem Gottliebem. V létě onoho roku také poznal mladou atraktivní šperkařku Edith Sachar (1912–1981), s níž v listopadu 1932 uzavřel sňatek. V roce 1944 se manželé rozvedli, rok nato si Rothko vzal knižní ilustrátorku Mary Alice Beistle (1921–1970), s níž měl dceru Kate (* 1950) a syna Christophera (* 1963).
První samostatnou výstavu uspořádalo Rothkovi roku 1933 Museum of Art v Portlandu. V roce 1935 založil spolu s Gottliebem uměleckou skupinu The Ten (Desítka). Malíře spojoval odpor proti doslovnému způsobu soudobé americké malby a expresionistické formy vyjádření. V letech 1936–1939 pracoval na zakázkách pro Works Progress Administration. Tato organizace, založená roku 1935 v rámci New Dealu, zajišťovala pracovní místa za účelem oživení ekonomiky po Velké hospodářské krizi. Poskytovala zakázky také umělcům, v existenčně obtížných dobách pomohla i Jacksonu Pollockovi.
V roce 1938 obdržel Rothko státní občanství Spojených států. Dva roky nato si změnil jméno: z Marcuse Rothkowitze se stal Mark Rothko. Počátkem 40. let maloval obrazy inspirované evropskou i indiánskou mythologií, jeho díla v té době kolísají mezi abstrakcí a surrealismem. Z roku 1943 pochází dopis, který spolu s Gottliebem napsal redakci The New York Times jako reakci na negativní recenzi jejich obrazů. V pěti bodech umělci shrnuli své zásady. Zdůraznili v nich, že hlavní pro kvalitu obrazu je nikoliv jeho provedení, ale téma. Umělec má mít ve své imaginaci naprostou svobodu a má usilovat o to, aby divák vnímal svět nikoliv svým, nýbrž umělcovým způsobem.

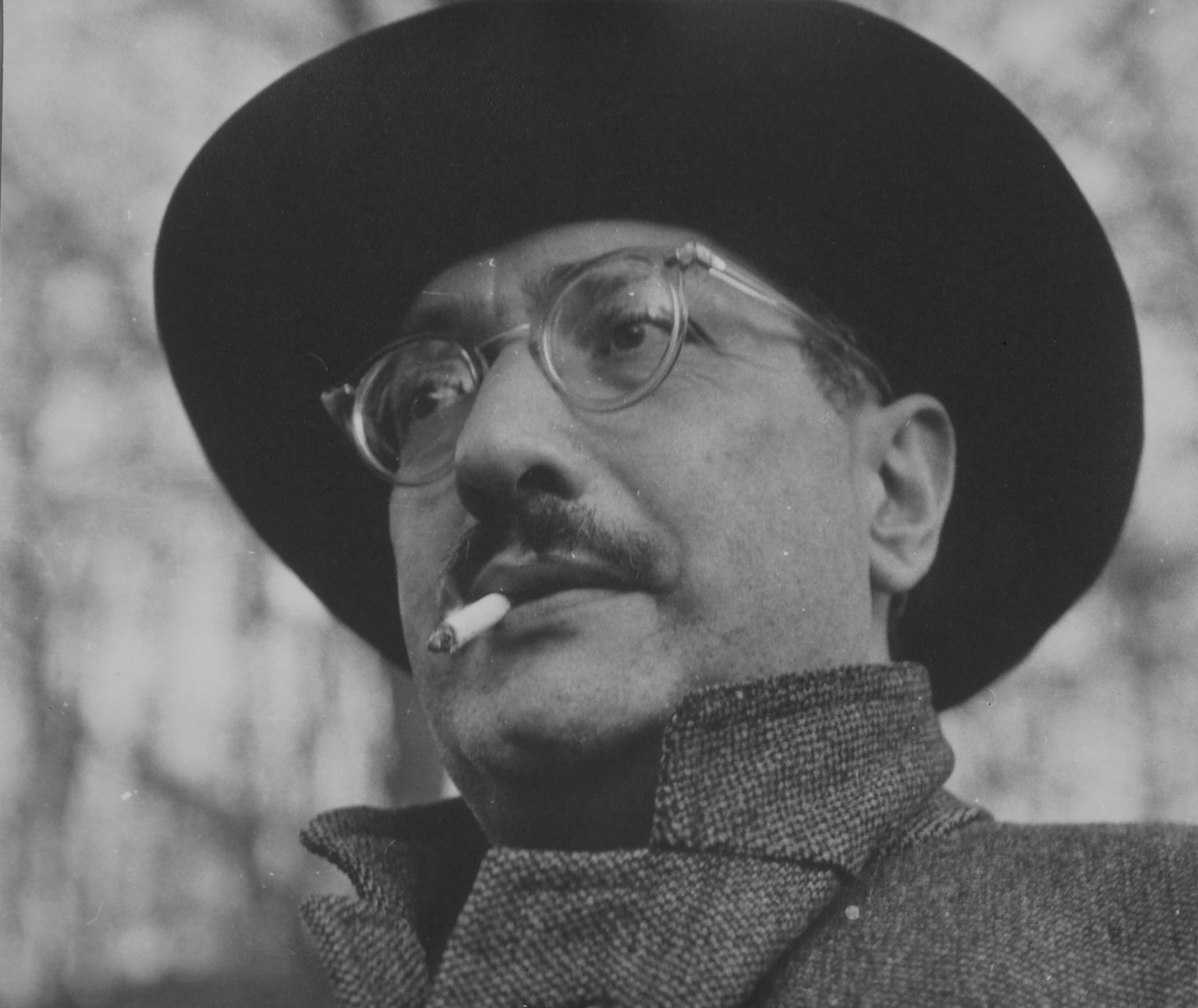
Consuelo Kanaga: Mark Rothko, asi 1940

Rothko byl velice zaujatý dílem i osobností Clyfforda Stilla. Stýkali se v New Yorku a Rothko za ním jezdíval do Kalifornie. Rothko při té příležitosti vedl v letech 1947 a 1949 letní kurzy kreslení na California School of Fine Arts v San Francisku, kde učil i Still. Oba malíři v té době přišli na myšlenku zřídit v New Yorku soukromou uměleckou školu. Roku 1948 založili spolu s Robertem Motherwellem, Davidem Harem (1917–1992) a Williamem Baziotem (1912–1963) školu s názvem The Subject of the Artist School. Projekt ale vydržel pouhý rok. V roce 1949 vystavil Rothko své obrazy, tehdy nazývané Multiformy, v newyorské galerii Betty Parsons (1900–1982), orientované na soudobou americkou tvorbu. Parsons byla v té době Rothkovou galeristkou. V roce 1950 podnikl Rothko s manželkou cestu do Evropy. Cílem byla umělecká díla v Anglii, Francii a Itálii. V následujícím roce se stal profesorem kreslení na Brooklyn College. Rothko byl v roce 1952 zastoupený na prestižní výstavě „15 Američanů“, kterou pořádalo Muzeum moderního umění. Roku 1954 přes nesouhlas Barnetta Newmana a Ada Reinhardta, kteří patřili do okruhu jeho přátel, opustil galerii Betty Parsons a přešel k tehdy prominentnímu galeristovi Sidney Janisovi (1896–1989). Ten měl smlouvy mj. i s Polockem, de Kooningem a Motherwellem. Hned příští rok mu Janis uspořádal samostatnou výstavu. Musel však respektovat, co všichni galeristé před ním i po něm, že si totiž Rothko věšel své obrazy sám a rozhodoval o jejich nasvícení.
V roce 1958 obdržel Rothko zakázku na vyzdobení restaurace newyorského mrakodrapu Seagram Building. Práci na velkoformátových plátnech přerušil v následujícím roce cestou do Evropy. Po návratu smlouvu zrušil s tím, že obrazy nejsou pro vystavení v restauraci vhodné. Díla jsou dnes rozptýlena po galeriích v Japonsku, Londýně a Washingtonu. Další zakázkou byla jídelna na Harvardově univerzitě, na které pracoval v letech 1961–1963. Roku 1963 uzavřel smlouvu s Galerií Marlborough. Jeho dcera Kate s ní po otcově smrti vedla dlouhý spor o vlastnictví obrazů.
Poslední Rothkovou velkou zakázkou byla výzdoba ekumenické kaple v Houstonu. Malíř se rovněž podílel na její architektonické podobě. Zadavateli projektu byli obchodníci a sběratelé umění, manželé John (1904–1973) a Dominique (1908–1997) de Menilovi. Rothko práci na osmnácti obrazech dokončil v roce 1967, otevření kaple se však nedočkal. V roce 1965 uzavřel smlouvu s galerií Tate Modern, kde jsou ve zvláštním sále vystavené některé obrazy pro mrakodrap Seagram. Poslední, třetí cestu do Evropy spolu s rodinou absolvoval roku 1966. V důsledku přepracování se roku 1968 zhoršil jeho zdravotní stav. Na tři týdny byl hospitalizován s výdutí aorty a cirhózou jater. Jeho manželství se začalo rozpadat, malíř začal připravovat závěť. V roce 1969 od manželky odešel a navázal poměr s Ritou Reinhard, vdovou po malíři Adu Reinhardovi. Téhož roku věnoval galerii Tate Modern devět obrazů z cyklu pro Seagram Building a galerii Marlborough prodal 26 pláten a 61 akvarelů. Yaleova univerzita mu udělila čestný doktorát. Dne 25. února 1970 byl nalezen ležící ve svém ateliéru na 69. ulici v New Yorku. Spáchal sebevraždu, když si pořezal ruce břitvou a pozdější pitva odhalila i předávkování antidepresivy.

## Dílo

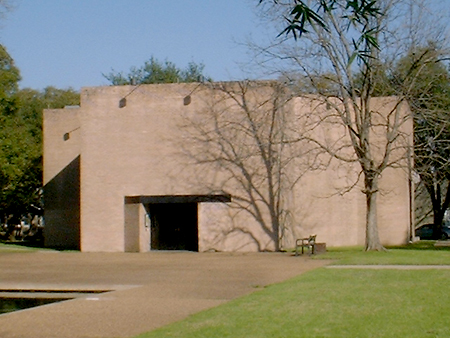
Rothkova kaple v Houstonu

V New Yorku, kam přesídlil v roce 1923, navštěvoval muzea a ateliéry umělců jako byl Milton Avery, jehož zájem o zjednodušené tvary a velké homogenní barevné plochy ho hluboce ovlivnil. Rothko se také spřátelil s Adolphem Gottliebem, s nímž sdílel zájem o umění přírodních národů a později o lyrickou abstrakci.
Rothkovy práce ze 30. let odrážejí, stejně tak jako u mnoha jeho současníků, stísněnost života za Velké hospodářské krize. Příkladem je obraz Subway (Podzemní dráha) z roku 1936 z majetku National Gallery of Art ve Washingtonu. Postavy stojí na nástupišti, izolované jedna od druhé i od světa nad nimi. Prodloužením figur a tmavou barevnou paletou se malíř pokusil v divákovi vyvolat pocit klaustrofobie a odcizení.
Rothko rovněž čerpal podněty ze surrealismu, který viděl v umělecké aktivitě klíč v přístupu k nevědomí. Do jaké míry byl Rothko vystaven tomuto vlivu dokumentuje obraz Slow Swirl by the Edge of the Sea (Pomalé kroužení na kraji moře) z roku 1944, vystavený v Muzeu moderního umění v New Yorku. Dílo používá více abstraktních výrazových prostředků než jeho předchozí obrazy, tvary jsou zakřivenější, vzájemně se doplňují a barva začala mít pro vyznění obrazu větší význam. Obraz je Rothkovou meditací o vzniku života. O tom, jak se vynořil z moře a jak jeho počátky mohou s sloužit jako metafora pro vznik vědomí.
Na počátku 40. let se Rohtko, stejně jako Pollock, intenzívně zaobíral pravěkými symboly a mýty. Byl také hluboce ovlivněný naukou o nevědomí, jak ji vypracoval švýcarský psycholog Carl Gustav Jung. Jung přišel s teorií, že všechny lidské bytosti, bez ohledu na jejich zeměpisný původ či dobu, kdy žily, sdílely společný základní způsob myšlení, projevující se v lidových pohádkách, mýtech a symbolech. Rothko svoje obrazy považoval za nástroj komunikace mezi malířem a divákem, která dokáže toto kolektivní nevědomí reflektovat.

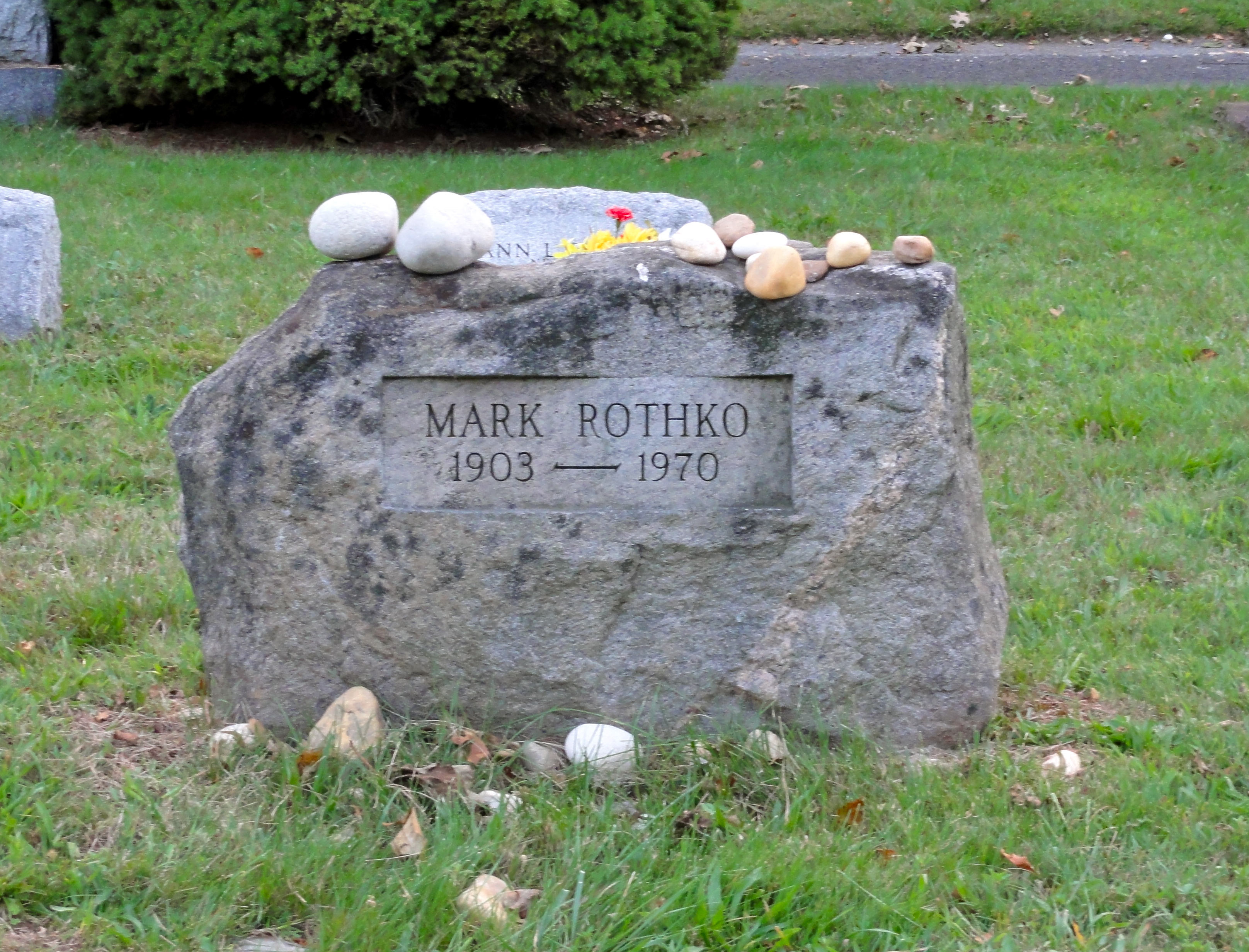
Ruthkův náhrobní kámen na hřbitově East Marion

 Rothko byl také ovlivněn pracemi Henri Matisse, který ve svých dílech obětoval linii na úkor barvy a na jehož některých obrazech byla barevná paleta omezena na dvě nebo tři základní barvy. Rothko aplikoval Matissovy inovace na úroveň absolutní abstrakce. Počínaje rokem 1949 získaly Rothkovy malby jedinečný, nezaměnitelný styl. Jeho obrazy se podobají jemným, barevným závojům, zavěšeným v symetrickém uspořádání jeden na druhém. Vyvolávají pocit majestátnosti a tajemství. Ukázkou Rothkova stylu je např. obraz Green and Tangerine on Red (Zelená a mandarinková na červené) z roku 1956, který je v majetku The Phillips Collection ve Washingtonu. Tyto obrazy přinesly Rothkovi pověst jedné z hlavních osobností abstraktního expresionismu. V 60. letech získal Rothko několik zakázek na velkoformátové obrazy, které měly plnit roli nástěnných maleb. Jednou z nich byla výzdoba ekumenické kaple v Houstonu. Rothko, který se podílel i na jejím projektu, kapli vyzdobil obrazy laděnými v temných odstínech fialové, kaštanově hnědé a černé. Po malířově násilné smrti v roce 1970 byla kaple zasvěcena právě jemu.
Ačkoliv byl Rothko považovaný za ryzího koloristu, on sám to odmítal a tvrdil, že ho barva nezajímá. Tvrdil, že chce svými obrazy vyjádřit základní lidské emoce: extázi, tragédii a beznaděj. Vnímáme-li jeho obrazy jen v dimenzi barevných vztahů, míjíme se s jejich významem, tvrdil. Navzdory tomu se pro své pojetí barevnosti a zjednodušených forem stal vzorem pro mnoho pozdějších malířů, jako např. Ellswortha Kellyho (1923–2015) nebo Jacka Youngermana (* 1926). Ve svých minimalistických pracích dovedli rothkovské pojetí barvy a formy do ještě větších extrémů.
Rothkovy obrazy se brzy staly jedněmi z nejvyhledávanějších na světovém trhu s uměním. Obraz Oranžová, žlutá, červená z roku 1961 se v květnu 2012 prodal za 87 miliónů dolarů, čímž se stal do té doby nejdražším prodaným obrazem vytvořeným po 2. světové válce.